# Дорофеев, Леонид Иванович
Леони́д Ива́нович Дорофе́ев (1917 — 1942, Ленинградский фронт) — советский футболист, вратарь.

## Биография
В 1936 году играл за команду завода им. Карла Маркса. В 1937—1939 годах выступал в составе «Красной зари»/«Электрика» в группе «А» чемпионата СССР, сыграл 22 игры. В 1940 году был в составе «Красной зари», выступавшей в классе «Б», в 1941 году — в составе «Зенита».
Погиб в 1942 году во время Великой Отечественной войны.